# Robin Hanson
Carl Robin Mario Hanson (Barkarby, 2 de abril de 2001) es un deportista sueco que compite en natación, especialista en el estilo libre.
Ganó una medalla de bronce en el Campeonato Europeo de Natación de 2022, en la prueba de 4 × 100 m libre mixto. Además, obtuvo dos medallas en el Campeonato Mundial Junior de Natación de 2019.

## Palmarés internacional
| Campeonato Europeo | Campeonato Europeo | Campeonato Europeo | Campeonato Europeo    |
| Año                | Lugar              | Medalla            | Prueba                |
| ------------------ | ------------------ | ------------------ | --------------------- |
| 2022               | Roma (Italia)      | Medalla de bronce  | 4 × 100 m libre mixto |